# Ibiúna
Ibiúna est une municipalité de l'État de São Paulo au Brésil.
Sa population était estimée à 67 392 habitants en 2009. Elle s'étend sur 1 059,689 km2.
Elle est située dans la microrégion de Piedade dans la Mésorégion macro métropolitaine de l'État de São Paulo.